# Fülöp Márton
Fülöp Márton (Budapest, 1983. május 3. – Budapest, 2015. november 12.) válogatott magyar labdarúgó, kapus.

## Pályafutása

### Tottenham Hotspur
Fülöp 2004 nyarán igazolt az angol Tottenham Hotspurhöz. Előtte az MTK, a BKV Előre, és a Bodajk FC csapatainál játszott. A klub első számú kapusa, Paul Robinson mellett nem jutott játéklehetőséghez, így a 2004-05-ös szezonban egy hónapra kölcsönbe a Chesterfieldhez került. A kölcsönt meghosszabbították a szezon végéig. Hét mérkőzésen állhatott kapuba, majd a Spurs visszahívta Radek Černý mellé, Robinson sérülése miatt.
2005 októberében csatlakozott a Coventry Cityhez 3 hónapra, kölcsönbe. Lehetséges volt, hogy a Coventry le is igazolja, ám 2006 novemberében egy hónapra kölcsönbe került a Sunderlandhez.

### Sunderland
2006. december 9-én debütált a csapatban egy Luton Town elleni mérkőzésen. 2007. január 2-án szerződtette le véglegesen a Sunderland 500 000 fontért, Ben Alnwick pedig a Spurshöz igazolt. Roy Keane távozása után Riky Sbragia irányítja a Sunderlandet Fülöp pedig élvezi a bizalmat. Craig Gordon mostanra a cserepadra került és megsínylette emiatt a skót egyes mezt.

### Leicester City
Augusztus 16-án egy évre, a 2007–08-as szezon végéig kölcsönadták a másodosztályú Leicester City-nek 2 nappal később már be is mutatkozott a csapatban a Crystal Palace ellen. A meccs 2–2-es döntetlennel zárult.
Szeptember 1-jén fantasztikus védések egész sorozatát mutatta be a magyarokat is foglalkoztató Plymouth Argyle ellen, csapatának így egy pontot mentett. Szintén kiválóan teljesített az Aston Villa ellen az angol ligakupában – a Leicester idegenben győzött, és továbbjutott
Kétszer (október 1-jén és október 22-én) benne volt a Championship Hét Csapatában.
október 31-én ő védte a Leicester kapuját a Chelsea ellen a Ligakupában. Jól védett, kivédte többek közt Claudio Pizarro lövését is, de a Chelsea jutott tovább 4–3-as végeredménnyel.

### Manchester City
2010 áprilisában a Manchester City kapushiány miatt kérte kölcsön. Bemutatkozására már az első mérkőzésen sor került, az Aston Villa elleni győztes mérkőzésen ( 3-1 lett) védte csapata hálóját.

### A válogatottban
A válogatottban Lothar Matthäus kapitánysága alatt, 2005. május 31-én debütált a Franciaország elleni barátságos mérkőzésen Király Gábor szünetbeni cseréjeként. Ezen túl mindig lehetett rá számítani. Később Bozsik Péter is egy félidős bizalmat szavazott neki, amikor a csapat Ausztria ellen játszott. Többek között a bravúrjai miatt megnyertük a meccset 2-1-re, azonban állandó első számú kapussá az Olaszország elleni 3-1-es sikert követően vált. (Kivételképpen akkor, mikor az átlag 21,5 életévvel rendelkező magyar csapat Lettország ellen játszott.) 2007. szeptember 12-én a Törökország elleni Eb-selejtezőn agyrázkódást szenvedett. Kórházba szállították, a válogatott pedig 3-0-ra kikapott.
A Várhidi Pétert követő Erwin Koeman mellette felváltva álltak kapuba Babos Gáborral. Koeman inkább a rutinos Babos játékára számított sokáig, majd a 2010-es vb selejtezői után Király Gábor szerezte meg ezt a bizalmat.

## Statisztika
Frissítve: 2008. december 13.
| Csapat                   | Szezon | Bajnokság | Bajnokság | Kupa    | Kupa  | UEFA    | UEFA  | Összesen | Összesen |
| Csapat                   | Szezon | Meccsek   | Gólok     | Meccsek | Gólok | Meccsek | Gólok | Meccsek  | Gólok    |
| ------------------------ | ------ | --------- | --------- | ------- | ----- | ------- | ----- | -------- | -------- |
| Sunderland               | 08-09  | 8         | 0         | 2       | 0     | -       | -     | 10       | 0        |
| Sunderland               | 07-08  | 1         | 0         | 0       | 0     | -       | -     | 1        | 0        |
| Sunderland               | 06-07  | 5         | 0         | 0       | 0     | -       | -     | 5        | 0        |
| Össz.                    |        | 14        | 0         | 2       | 0     | -       | -     | 16       | 0        |
| Leicester City (kölcsön) | 07-08  | 24        | 0         | 3       | 0     | -       | -     | 27       | 0        |
| Össz.                    |        | 24        | 0         | 3       | 0     | -       | -     | 27       | 0        |
| Coventry City (kölcsön)  | 05-06  | 31        | 0         | 2       | 0     | -       | -     | 33       | 0        |
| Össz.                    |        | 31        | 0         | 2       | 0     | -       | -     | 33       | 0        |
| Chesterfield (kölcsön)   | 04-05  | 7         | 0         | 0       | 0     | -       | -     | 7        | 0        |
| Össz.                    |        | 7         | 0         | 0       | 0     | -       | -     | 7        | 0        |
| Összesen                 |        | 76        | 0         | 7       | 0     | -       | -     | 83       | 0        |

### Mérkőzései a válogatottban
| Magyarország | Magyarország         | Magyarország                      | Magyarország  | Magyarország | Magyarország        | Magyarország | Magyarország | Magyarország |
| #            | Dátum                | Helyszín                          | Hazai         | Eredmény     | Vendég              | Kiírás       | Gólok        | Esemény      |
| ------------ | -------------------- | --------------------------------- | ------------- | ------------ | ------------------- | ------------ | ------------ | ------------ |
| 1.           | 2005. május 31.      | Metz, Stade Saint-Symphorien      | Franciaország | 2 – 1        | Magyarország        | barátságos   | -            | a szünetben  |
| 2.           | 2006. augusztus 16.  | Linz, UPC-Arena                   | Ausztria      | 1 – 2        | Magyarország        | barátságos   | -            | a szünetben  |
| 3.           | 2007. február 7.     | Limassol (CYP)                    | Lettország    | 0 – 2        | Magyarország        | barátságos   | -            |              |
| 4.           | 2007. március 24.    | Podgorica                         | Montenegró    | 2 – 1        | Magyarország        | barátságos   | -            | a szünetben  |
| 5.           | 2007. augusztus 22.  | Budapest, Puskás Ferenc Stadion   | Magyarország  | 3 – 1        | Olaszország         | barátságos   | -            |              |
| 6.           | 2007. szeptember 8.  | Székesfehérvár, Sóstói Stadion    | Magyarország  | 1 – 0        | Bosznia-Hercegovina | Eb-selejtező | -            |              |
| 7.           | 2007. szeptember 12. | Isztambul, Beşiktaş İnönü Stadion | Törökország   | 3 – 0        | Magyarország        | Eb-selejtező | -            | 72'          |
| 8.           | 2007. október 13.    | Budapest, Szusza Ferenc Stadion   | Magyarország  | 2 – 0        | Málta               | Eb-selejtező | -            |              |
| 9.           | 2007. október 13.    | Łódź                              | Lengyelország | 0 – 1        | Magyarország        | barátságos   | -            |              |
| 10.          | 2007. november 17.   | Chișinău, Zimbru Stadion          | Moldova       | 3 – 0        | Magyarország        | Eb-selejtező | -            |              |
| 11.          | 2007. november 21.   | Budapest, Puskás Ferenc Stadion   | Magyarország  | 1 – 2        | Görögország         | Eb-selejtező | -            |              |
| 12.          | 2008. február 6.     | Limassol, Cirion Stadion (CYP)    | Magyarország  | 1 – 1        | Szlovákia           | barátságos   | -            |              |
| 13.          | 2008. március 26.    | Zalaegerszeg, ZTE Aréna           | Magyarország  | 0 – 1        | Szlovénia           | barátságos   | -            |              |
| 14.          | 2008. május 24.      | Budapest, Puskás Ferenc Stadion   | Magyarország  | 3 – 2        | Görögország         | barátságos   | -            |              |
| 15.          | 2008. május 31.      | Budapest, Szusza Ferenc Stadion   | Magyarország  | 1 – 1        | Horvátország        | barátságos   | -            |              |
| 16.          | 2008. október 11.    | Budapest, Puskás Ferenc Stadion   | Magyarország  | 2 – 0        | Albánia             | vb-selejtező | -            |              |
| 17.          | 2008. október 15.    | Ta’ Qali, Nemzeti Stadion         | Málta         | 0 – 1        | Magyarország        | vb-selejtező | -            |              |
| 18.          | 2009. február 11.    | Ramat Gan, Ramat Gan Stadion      | Izrael        | 1 – 0        | Magyarország        | barátságos   | -            |              |
| 19.          | 2009. április 1.     | Budapest, Puskás Ferenc Stadion   | Magyarország  | 3 – 0        | Málta               | vb-selejtező | -            |              |
| 20.          | 2009. november 14.   | Gent, Jules Ottenstadion          | Belgium       | 3 – 0        | Magyarország        | barátságos   | -            | a szünetben  |
| 21.          | 2010. június 5.      | Amszterdam, Amsterdam ArenA       | Hollandia     | 6 – 1        | Magyarország        | barátságos   | -            |              |
| 22.          | 2010. november 17.   | Székesfehérvár, Sóstói Stadion    | Magyarország  | 2 – 0        | Litvánia            | barátságos   | -            |              |
| 23.          | 2011. február 9.     | Dubaj, al-Sabab Stadion (UAE)     | Azerbajdzsán  | 0 – 2        | Magyarország        | barátságos   | -            | a szünetben  |
| 24.          | 2011. március 29.    | Amszterdam, Amsterdam ArenA       | Hollandia     | 5 – 3        | Magyarország        | Eb-selejtező | -            |              |
|              | Összesen             |                                   |               | 24           | mérkőzés            |              | 0            | gól          |

## Halála
2013 júniusában rákbetegséget diagnosztizáltak nála, ezt követően megműtötték, és kemoterápiás kezelésre járt, de nem tudta legyőzni a betegséget. 2015. november 12-én elhunyt.